# 1893 County Championship
Navigation
Édition précédente Édition suivante
Le 1893 County Championship fut le quatrième County Championship et se déroule du 11 mai au 28 août 1893. Le Yorkshire remporte son premier titre, mettant fin à la série des trois victoires consécutives du Surrey.

## Tableau final
Un point a été accordé pour une victoire et un point a été enlevé pour chaque défaite, donc:
- 1 pour une victoire
- 0 pour un match nul
- -1 pour une défaite

| Equipe          | Pld | W  | T | L  | D | Pts |
| --------------- | --- | -- | - | -- | - | --- |
| Yorkshire       | 16  | 12 | 0 | 3  | 1 | 9   |
| Lancashire      | 16  | 9  | 0 | 5  | 2 | 4   |
| Middlesex       | 16  | 9  | 0 | 6  | 1 | 3   |
| Kent            | 16  | 6  | 0 | 4  | 6 | 2   |
| Surrey          | 16  | 7  | 0 | 8  | 1 | –1  |
| Nottinghamshire | 16  | 5  | 0 | 7  | 4 | –2  |
| Sussex          | 16  | 4  | 0 | 7  | 5 | –3  |
| Somerset        | 16  | 4  | 0 | 8  | 4 | –4  |
| Gloucestershire | 16  | 3  | 0 | 11 | 2 | –8  |
| Source:         |     |    |   |    |   |     |

### Résumé statistique
| Most runs | Most runs | Most runs         | Most runs       |
| Aggregate | Average   | Joueur            | Comté           |
| --------- | --------- | ----------------- | --------------- |
| 1,223     | 47.03     | William Gunn      | Nottinghamshire |
| 1,178     | 47.12     | Andrew Stoddart   | Middlesex       |
| 1,035     | 38.33     | Albert Ward       | Lancashire      |
| 976       | 37.53     | Arthur Shrewsbury | Nottinghamshire |
| 965       | 35.74     | Billy Murdoch     | Sussex          |
| Source:   |           |                   |                 |

| Most wickets | Most wickets | Most wickets     | Most wickets |
| Aggregate    | Average      | Joueur           | Comté        |
| ------------ | ------------ | ---------------- | ------------ |
| 137          | 16.04        | J. T. Hearne     | Middlesex    |
| 122          | 16.43        | Walter Humphreys | Sussex       |
| 117          | 14.99        | Arthur Mold      | Lancashire   |
| 108          | 13.75        | Johnny Briggs    | Lancashire   |
| 99           | 14.34        | Tom Richardson   | Surrey       |
| Source:      |              |                  |              |